# Holló-Vaskó Péter
Holló-Vaskó Péter (Sopron, 1986. december 18. –) magyar műfordító, tanár, író, youtuber és újságíró.  A hazai fantasztikus irodalmi közélet ismert alakja. Írói álneve A. M. Aranth.

## Pályája
1993-97-ig a Fertőrákosi Általános Iskolában tanult, majd tanulmányait a Szent Orsolya Római Katolikus Általános Iskola Gimnázium és Kollégiumban folytatta 1997 és 1999 között. 1999-től 2005-ig a Temesvári Pelbárt Ferences Gimnázium és Kollégiumban tanult. 2005-től 2012-ig a Pázmány Péter Katolikus Egyetemen tanult angol és történelem szakon; előbbiből diplomát is szerzett.
A magyar SF közéletnek a Galaktika magazinnál töltött évei alatt lett a részese. A nagy múltú újságnál 2010 és 2014 között dolgozott. A magazinnak leginkább az online felületére publikált, a nyomtatott változatban pedig a filmrovatot vezette, és néhány novellafordítása is megjelent.  2014 végétől a Fumax kiadónál dolgozik. Ő fordította le Ann Aguirre Razorland trilógiájának harmadik részét, a Hordát. Aktívan jelen van minden, a fantasztikummal kapcsolatos hazai rendezvényen. Lelkes támogatója a hazai fantasztikus irodalomnak.
A szerző első regénye szintén 2014-ben jelent meg a Főnix Könyvműhelynél, és rövid időn belül a kiadó egyik legnépszerűbb fantasy címévé avanzsált. A Cleadur – Dobszó a ködben című regény a hat részesre tervezett Holdárnyék-sorozat első darabja. A science fiction területére is kirándulást tett Oculus című disztopikus kötetével 2016-ban. Ugyanebben az évben egy angol nyelvű írását is leközölte a The Tales of Ollundra című antológia. 2019-ben jelent meg az Oculus folytatása, a Propheta, mely sokkal sötétebb tónusú az előző résznél. A Propheta már nem a Főnix Könyvműhelynél jelent meg, hanem a Fumaxnál. Ez utóbbi kiadó vállalta az első kötet újrakiadását is.
A szerző youtuberként is aktív. Rendszeresen szerepel a Fumax és a Fumax Gaming csatornák videóiban, ahol interjúkat készít és videójátékokat mutat be. Holló-Vaskó Péter 2021. július kilencedikén töltötte fel első videóját a Fumaxtól független csatornájára, a Vashollóra.

## Érdekességek
- A Galaktikánál eltöltött ideje alatt sok gyakornokot mentorált.
- 2005-ben felesége kérésére saját fordítást készített a Harry Potter és a Félvér Herceg című regényhez.
- Az író szenvedélyesen szereti a rock zenét. Kedvencei: Delain, Avantasia, Elvenking, Amaranthe, Battle Beast, Equilibrium, Wisdom, Freedom Call, Fairyland és Wintersun. Rajongása a Holdárnyék-sorozaton is érezhető; korábban dalszerzéssel is foglalkozott.
- Nagy rajongója a kardoknak és a vívásnak. Ez utóbbit aktívan gyakorolja is. Egy ideig a hosszúkardot preferálta, ám újabban érdeklődést mutat a viking harcművészet irányába is.
- Az angol nyelv mellett járatos a németben, és konyít a latinhoz és az óangolhoz is.
- Sajátos humorának példájául szolgál választott írói álneve is, melynek hivatalos magyar neve disznóparéj.
- Élete legfontosabb regényeinek az alábbiakat jelölte meg: Frederik Pohl: Átjáró, J. Goldenlane: A szélhámos és a varázsló, Nathaniel Hawthorne: The Artist of the Beautiful, Gene Wolfe: Az Új Nap könyve, Sir Walter Scott: Ivanhoe, Robert Charles Wilson: Pörgés.

## Művei

### Regényei

#### Önálló regények
- A liliom kora (2015, Főnix Könyvműhely)

### Oculus-sorozat
- Oculus (2016, Főnix Könyvműhely; 2019, Fumax)
- Propheta (2019, Fumax)

#### Holdárnyék-sorozat
- Cleadur – Dobszó a ködben (2014, Főnix Könyvműhely)
- Acorenu – Kiválasztva (2015, Főnix Könyvműhely)
- Frostbítan – Fagymarás (megjelenési dátum ismeretlen)

### Novellák
- Citromhéj (2015, Főnix Könyvműhely) – kapcsolódik a Holdárnyék-sorozathoz.
- Malleus Maleficarum (2015, Főnix Könyvműhely; Pokoli teremtmények, ördögi szerkezetek antológia)
- Szeretetcsomag (2016, Ad Astra; Távoli kolóniák antológia)
- Az áruló (2016, Főnix Könyvműhely; Ajtók és átjárók antológia ) – kapcsolódik a Holdárnyék-sorozathoz.
- Withertale (2016, CreateSpace Independent Publishing Platform, The Tales of Ollundra, antológia)- angol nyelvű novella.
- Ennyire (2017, Főnix Könyvműhely; Halhatatlanok antológia ) – kapcsolódik az Oculushoz.
- A Pancake-krónikák (2017) – ingyenesen letölthető e-novella, mely kapcsolódik az Oculushoz.
- Hope karácsonya (2018) – az ingyenesen hozzáférhető Avaloni karácsony című antológia része, mely kapcsolódik az Oculushoz.
- Beszélnünk kell (2020) – Galaktika 361. szám (közösen Solymár Andrással)

### Fordításai
- Brian W. Aldiss: Ember a maga idejében (Galaktika 275.)
- Terrance Dicks: Ki vagy, doki? – Acélszülöttek (Galaktika 284XL)
- Ann Aguirre: Horda (Fumax, 2014)
- Geoffrey A. Landis: A darazsak egyedülálló szokásai (Sherlock Holmes lehetetlen kalandjai, Ad Astra, 2015)
- Michael Swanwick: Igyunk a nőkre! (Zsiványok, Fumax, 2015)
- David W. Ball: Származástörténet (Zsiványok, Fumax, 2015)
- Brian McClellan: A Hrusch úti lány – Lőpormágus novella (Fumax, 2016 – limitált kiadás)
- Aziz Ansari: Modern románc (Fumax Gemini, 2016)
- Michael Breus: A mikor hatalma (Fumax Gemini, 2017)
- Karan Bajaj: A kereső – Az elégedetlenek jógája (Gemini Kiadó, 2018)
- Neil Gaiman: Halál: Az élet mindig drága (Fumax, 2018 – Death – Halál: Teljes gyűjtemény)
- Gardner Dozois: Előszó (Fumax, 2018, Veszélyes amazonok)
- Cecelia Holland: A Nora-ének (Fumax, 2018, Veszélyes amazonok)
- Sharon Kay Penman: A száműzött királynő (Fumax, 2018, Veszélyes amazonok)
- Lev Grossman: Lány a tükörben (Fumax, 2018, Veszélyes amazonok)
- S. M. Stirling: Kimondani a végzetet (Fumax, 2018, Veszélyes amazonok)
- Caroline Spector: Anyám hazugságai (Fumax, 2018, Veszélyes amazonok)
- Roy Thomas (Robert E. Howard történetei alapján): Conan kegyetlen kardja (Fumax, 2018)
- Joe Hill és Gabriel Rodriguez: Locke & Key (Fumax, 2018)
- Warren Ellis: Transmetropolitan (Fumax, 2020)
- Stjepan Šejić: Death Vigil – A Virrasztók  (Fumax, 2021)

## Külső hivatkozások
- Interjú a szerzővel
- Videóinterjú a szerzővel
- Beszélgetés a szerzővel a 22. budapesti könyvfesztiválon
- "Az írás az életem, a kardvívás a hobbim, a zene a szenvedélyem." – Interjú A. M. Aranth-tal, a Dobszó a ködben szerzőjével
- A Holdárnyék hivatalos weboldala Archiválva 2014. december 17-i dátummal a Wayback Machine-ben
- Az író profilja a Moly.hu-n
- A Vasholló csatorna